# Mounir Guedjali
Mounir Guedjali (sinh ngày 14 tháng 6 năm 1987 ở Béni Ourtilane) là một cầu thủ bóng đá người Algérie hiện tại thi đấu ở vị trí hậu vệ cho MO Béjaïa ở Giải bóng đá hạng nhì quốc gia Algérie.